# 버지니아 헤이
버지니아 헤이(Virginia Hey, 1952년 6월 19일 ~ )는 오스트레일리아의 배우이다.

## 출연 작품

### 영화
- 매드 맥스 2 (1981)
- 캡틴 인빈서블의 귀환 (1983, The Return of Captain Invincible)
- 007 리빙 데이라이트 (1987)
- 캐스터웨이 (1987)
- 불레트 (1994, Signal One)
- 에일리언 아마게돈 (2011, Alien Armageddon)

### 텔레비전
- 프리즈너 (1979, Prisoner)
- 무솔리니의 여인 (1985, Mussolini: The Untold Story)
- 홈 앤 어웨이 (1988)
- 파스케이프 (1999-2002)